# Mesontoplatys ovamboensis
Mesontoplatys ovamboensis är en skalbaggsart som beskrevs av Rudolph Petrovitz 1962. Mesontoplatys ovamboensis ingår i släktet Mesontoplatys och familjen Aphodiidae. Inga underarter finns listade i Catalogue of Life.